# Сем Г'юстон
Семюел «Сем» Г'юстон (англ. Samuel «Sam» Houston; нар. 2 березня 1793, графство Рокбрідж (Вірджинія) — пом. 26 липня 1863, Гантсвілл, Техас) — американський політик і державний діяч, перший і третій президент Республіки Техас, що дав своє ім'я місту Г'юстон. Єдина в історії США людина, яка була губернатором двох різних штатів, а також один з двох губернаторів, який був до цього главою іноземної держави.

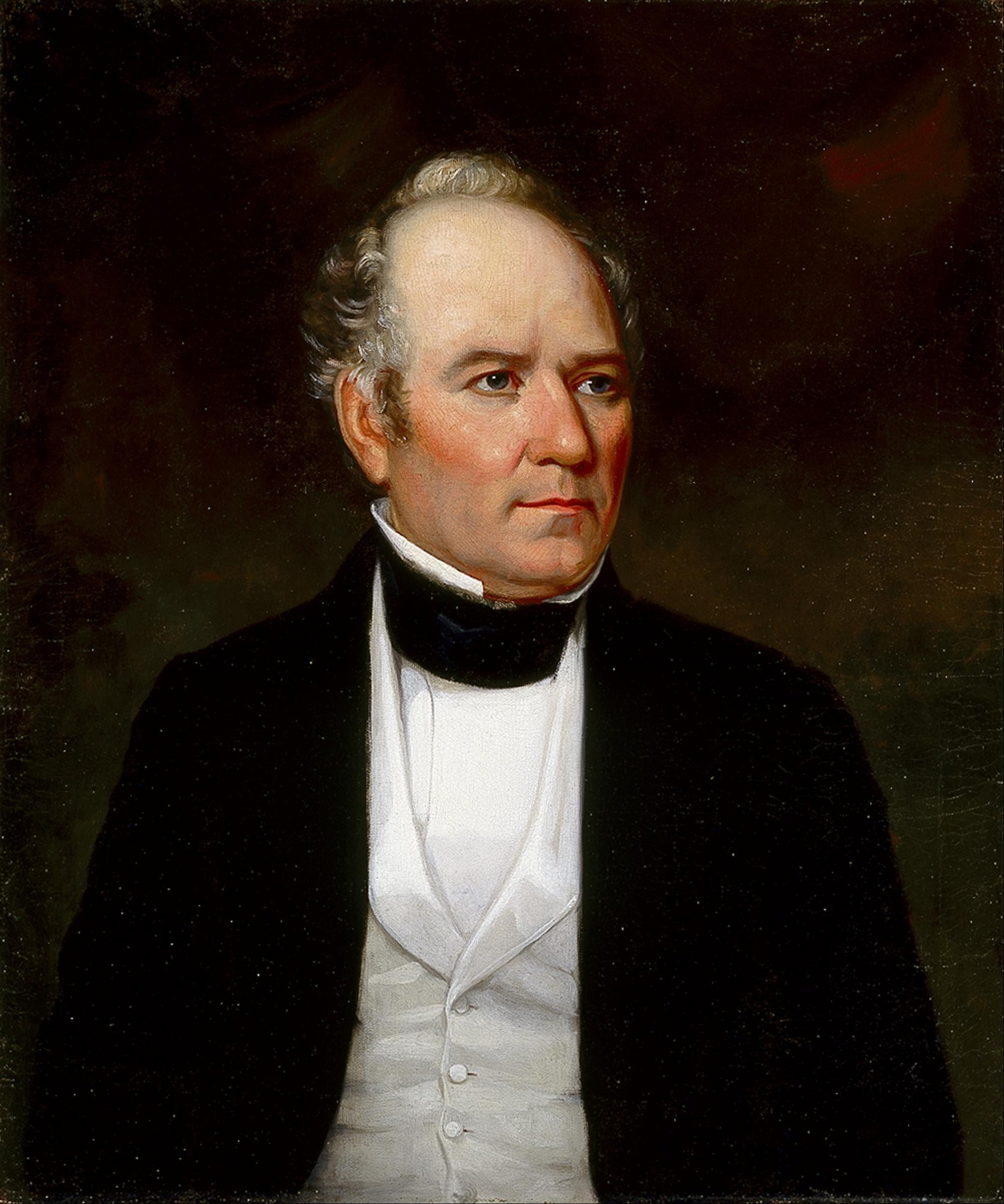
Сем Г'юстон